# 가족의 발견
《가족의 발견》은 EBS 1TV에서 토요일 낮 3시 20분에 방송하는 교양 프로그램이다.